# Helosciomyza fuscinevris
Helosciomyza fuscinevris is een vliegensoort uit de familie van de Helosciomyzidae. De wetenschappelijke naam van de soort is voor het eerst geldig gepubliceerd in 1851 door Macquart als Sciomyza fuscinevris.

## Synoniemen
- Helosciomyza ferruginea Hendel, 1917[2][3]
- Sciomyza fuscinevris Macquart, 1851[1]